# Тимшин, Павел Григорьевич
Па́вел Григо́рьевич Ти́мшин (20 июля 1925, Кизерь, Вятская губерния — 29 ноября 2007, Киров) — младший сержант Рабоче-крестьянской Красной Армии, участник Великой Отечественной войны, Герой Советского Союза (1945).

## Биография
Павел Тимшин родился 20 июля 1925 года в деревне Первая Кизерь (ныне является частью деревни Кизерь Уржумского района Кировской области). После окончания семи классов школы и курсов трактористов работал по специальности. В январе 1943 года Тимшин был призван на службу в Рабоче-крестьянскую Красную Армию. С 1944 года — на фронтах Великой Отечественной войны.
К лету 1944 года младший сержант Павел Тимшин командовал пулемётным расчётом 633-го стрелкового полка 157-й стрелковой дивизии 33-й армии 3-го Белорусского фронта. Участвовал в сражениях на территории Литовской ССР. Расчёт Тимшина участвовал в отражении немецкой контратаки в районе населённого пункта Богряны под городом Вилкавишкис. Когда пулемёт вышел из строя, Тимшин продолжал отбиваться от противника гранатами. В этом бою  уничтожил до 100 немецких солдат и офицеров, три раза был ранен, но продолжал сражаться.
Указом Президиума Верховного Совета СССР от 24 марта 1945 года за «мужество и героизм, проявленные при освобождении Литвы», младший сержант Павел Тимшин был удостоен высокого звания Героя Советского Союза с вручением ордена Ленина и медали «Золотая Звезда».
После окончания войны Тимшин был демобилизован. Проживал и работал сначала на родине, затем в Нолинске, Кирове. Умер 29 ноября 2007 года. Похоронен на Новомакарьевском кладбище.
Был также награждён орденом Отечественной войны 1-й степени и рядом медалей.

## Память

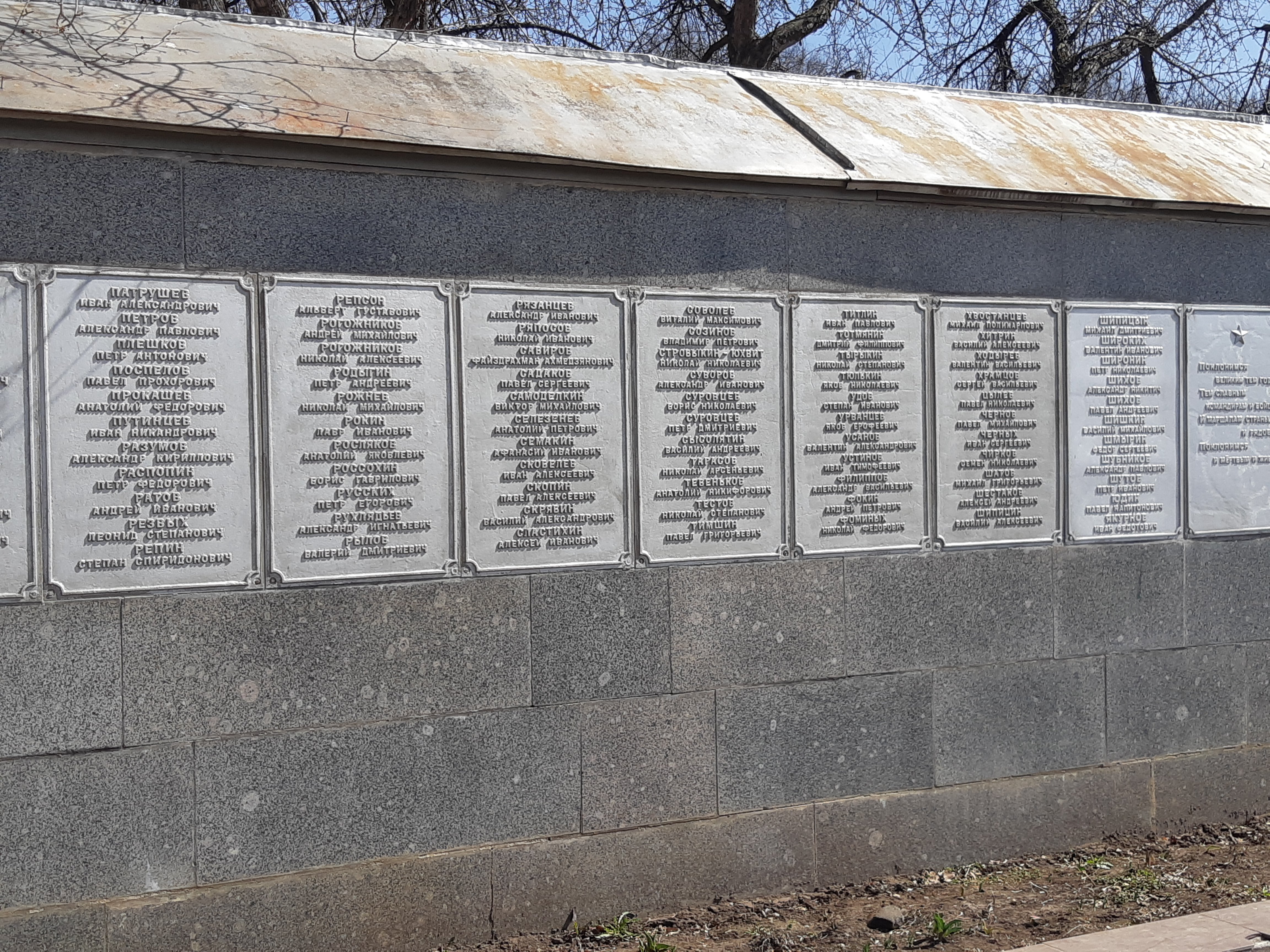
Имя Героя на мемориальной доске в парке г. Кирова

- Имя Героя Советского Союза увековечено на мемориальной доске в честь кировчан — Героев Советского Союза в парке дворца пионеров города Кирова.
- Имя Героя высечено золотыми буквами в зале Славы Центрального музея Великой Отечественной войны в Парке Победы г. Москвы.

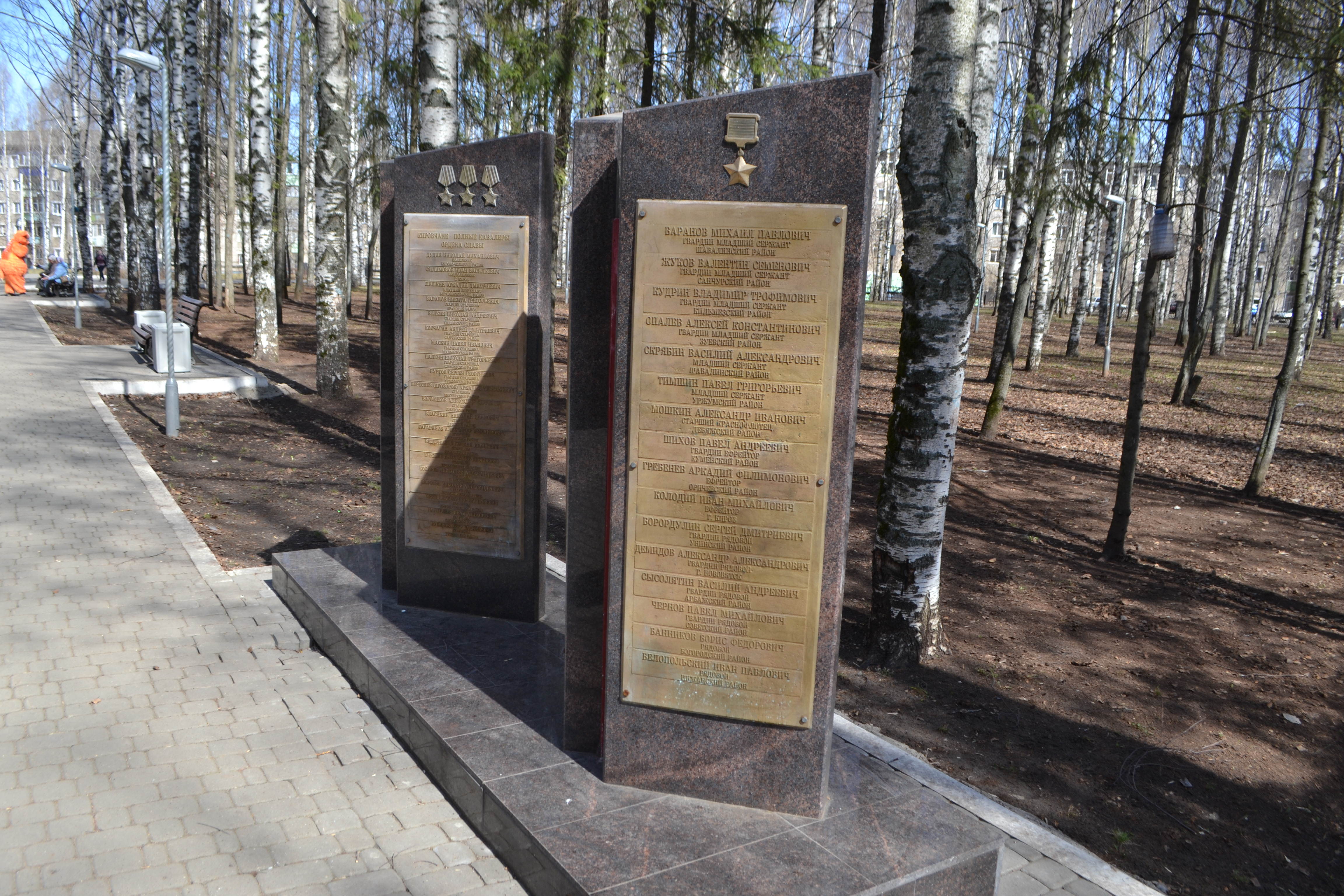
Имя Героя выбито на гранитной стеле на Аллее Славы в парке Победы города Кирова 2019

- Имя Героя выбито на гранитной стеле на Аллее Славы в парке Победы города Кирова 2019.